# Beam splitter

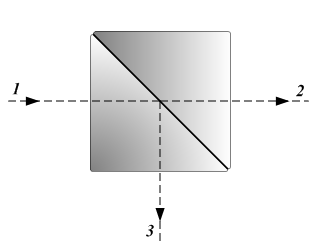
Rappresentazione schematica di un beam splitter
1 - Incident light
2 - 50% Transmitted light
3 - 50% Reflected light

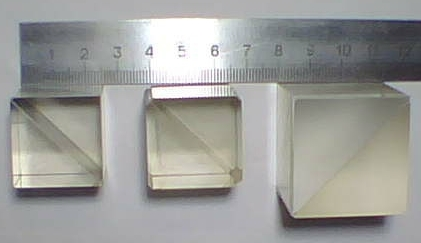
Beamsplitters

Un beam splitter è un dispositivo ottico che divide un raggio di luce (beam) in due parti. È un componente fondamentale in molti interferometri.
Nella sua forma più comune, è un cubo fatto di due prismi triangolari, incollati alla loro base mediante una colla. Lo spessore dello strato di resina è tale che, per alcune lunghezze d'onda, metà della luce incidente attraverso la "porta" uno (ossia una faccia del cubo) sia riflessa e che l'altra metà sia trasmessa. Beam splitter polarizzatori, come il prisma di Wollaston, usano materiali birifrangenti, che dividono la luce in raggi con diversa polarizzazione.
Un altro tipo di implementazione fa uso di uno specchio semitrasparente; una lastra di vetro con un sottile rivestimento di alluminio (solitamente depositata mediante vapori di alluminio), con uno spessore del rivestimento tale che, della luce incidente a 45 gradi, metà sia trasmessa e l'altra metà sia riflessa. Al posto di rivestimenti metallici, può essere usato un rivestimento ottico dielettrico. Tali specchi sono comunemente usati come accoppiatori di uscita nella costruzione di laser. Similmente, anche una pellicola di rivestimento può essere usata come beam splitter.
Una terza versione di beam splitter è un prisma dicroico che usa un rivestimento ottico dicroico per dividere la luce incidente in tre raggi, uno rosso, uno blu ed uno verde. Tale dispositivo era usato nelle telecamere per televisione multi tubo a colori ed anche nelle cineprese Technicolor a tre pellicole.  
I beam splitter sono anche utilizzati nella fotografia stereo per scattare foto stereo usando una sola macchina fotografica non stereo. Il dispositivo è posizionato al posto della lente della fotocamera. Alcuni ritengono che "image splitter" sia un nome più corretto per questo dispositivo.